# European Championships 2022/Teilnehmer (Bosnien und Herzegowina)
| Gelbes Symbol für Goldmedaillen mit stilisierten Olympischen Ringen | Graues Symbol für Silbermedaillen mit stilisierten Olympischen Ringen | Braundes Symbol für Bronzemedaillen mit stilisierten Olympischen Ringen |
| ------------------------------------------------------------------- | --------------------------------------------------------------------- | ----------------------------------------------------------------------- |
| —                                                                   | —                                                                     | —                                                                       |

Bosnien und Herzegowina nahm mit acht Athleten (5 Männer, 3 Frauen) an den European Championships 2022 in München teil.

## Teilnehmer nach Sportarten

### Leichtathletik
Laufen
| Athleten           | Wettbewerb | Vorlauf     | Vorlauf | Halbfinale    | Halbfinale    | Finale        | Finale        | Rang |
| Athleten           | Wettbewerb | Zeit        | Rang    | Zeit          | Rang          | Zeit          | Rang          | Rang |
| ------------------ | ---------- | ----------- | ------- | ------------- | ------------- | ------------- | ------------- | ---- |
| Männer             |            |             |         |               |               |               |               |      |
| Abedin Mujezinović | 800 m      | 1:47,29 min | 7       | 1:50,20 min   | 8             | ausgeschieden | ausgeschieden | 16   |
| Amel Tuka          | 800 m      | 1:47,73 min | 4       | ausgeschieden | ausgeschieden | ausgeschieden | ausgeschieden | 18   |

### Kanurennsport
| Männer        |          |          |   |               |               |               |               |    |
| Jasmin Klebić | C1 200 m | 44,069 s | 8 | ausgeschieden | ausgeschieden | ausgeschieden | ausgeschieden | 16 |

### Radsport

#### Straße
| Athleten    | Wettbewerb    | Zeit | Rang |
| ----------- | ------------- | ---- | ---- |
| Männer      |               |      |      |
| Vedad Karić | Straßenrennen | DNF  | DNF  |

### Tischtennis
| Athleten                         | Wettbewerb | Gruppenphase         | Gruppenphase | Vorrunde      | Vorrunde      | 1. Runde                              | 1. Runde      | 2. Runde      | 2. Runde      | Achtelfinale  | Achtelfinale  | Viertelfinale | Viertelfinale | Halbfinale    | Halbfinale    | Finale        | Finale        | Rang          |
| Athleten                         | Wettbewerb | Gegner               | Erg.         | Gegner        | Erg.          | Gegner                                | Erg.          | Gegner        | Erg.          | Gegner        | Erg.          | Gegner        | Erg.          | Gegner        | Erg.          | Gegner        | Erg.          | Rang          |
| -------------------------------- | ---------- | -------------------- | ------------ | ------------- | ------------- | ------------------------------------- | ------------- | ------------- | ------------- | ------------- | ------------- | ------------- | ------------- | ------------- | ------------- | ------------- | ------------- | ------------- |
| Männer                           |            |                      |              |               |               |                                       |               |               |               |               |               |               |               |               |               |               |               |               |
| Edin Gutić                       | Einzel     | Iulian Chiriță       | 0:3          | ausgeschieden | ausgeschieden | ausgeschieden                         | ausgeschieden | ausgeschieden | ausgeschieden | ausgeschieden | ausgeschieden | ausgeschieden | ausgeschieden | ausgeschieden | ausgeschieden | ausgeschieden | ausgeschieden | ausgeschieden |
| Edin Gutić                       | Einzel     | Vladislav Ursu       | 0:3          | ausgeschieden | ausgeschieden | ausgeschieden                         | ausgeschieden | ausgeschieden | ausgeschieden | ausgeschieden | ausgeschieden | ausgeschieden | ausgeschieden | ausgeschieden | ausgeschieden | ausgeschieden | ausgeschieden | ausgeschieden |
| Edin Gutić                       | Einzel     | Frane Kojić          | 0:3          | ausgeschieden | ausgeschieden | ausgeschieden                         | ausgeschieden | ausgeschieden | ausgeschieden | ausgeschieden | ausgeschieden | ausgeschieden | ausgeschieden | ausgeschieden | ausgeschieden | ausgeschieden | ausgeschieden | ausgeschieden |
| Frauen                           |            |                      |              |               |               |                                       |               |               |               |               |               |               |               |               |               |               |               |               |
| Džana Biogradlić                 | Einzel     | Natalia Partyka      | 0:3          | ausgeschieden | ausgeschieden | ausgeschieden                         | ausgeschieden | ausgeschieden | ausgeschieden | ausgeschieden | ausgeschieden | ausgeschieden | ausgeschieden | ausgeschieden | ausgeschieden | ausgeschieden | ausgeschieden | ausgeschieden |
| Džana Biogradlić                 | Einzel     | Mariona Munné        | 2:3          | ausgeschieden | ausgeschieden | ausgeschieden                         | ausgeschieden | ausgeschieden | ausgeschieden | ausgeschieden | ausgeschieden | ausgeschieden | ausgeschieden | ausgeschieden | ausgeschieden | ausgeschieden | ausgeschieden | ausgeschieden |
| Džana Biogradlić                 | Einzel     | Aikaterini Toliou    | 0:3          | ausgeschieden | ausgeschieden | ausgeschieden                         | ausgeschieden | ausgeschieden | ausgeschieden | ausgeschieden | ausgeschieden | ausgeschieden | ausgeschieden | ausgeschieden | ausgeschieden | ausgeschieden | ausgeschieden | ausgeschieden |
| Marija Gnjatić                   | Einzel     | Özge Yılmaz          | 0:3          | ausgeschieden | ausgeschieden | ausgeschieden                         | ausgeschieden | ausgeschieden | ausgeschieden | ausgeschieden | ausgeschieden | ausgeschieden | ausgeschieden | ausgeschieden | ausgeschieden | ausgeschieden | ausgeschieden | ausgeschieden |
| Marija Gnjatić                   | Einzel     | Alexandra Chiriacova | 1:3          | ausgeschieden | ausgeschieden | ausgeschieden                         | ausgeschieden | ausgeschieden | ausgeschieden | ausgeschieden | ausgeschieden | ausgeschieden | ausgeschieden | ausgeschieden | ausgeschieden | ausgeschieden | ausgeschieden | ausgeschieden |
| Marija Gnjatić                   | Einzel     | Franziska Schreiner  | 0:3          | ausgeschieden | ausgeschieden | ausgeschieden                         | ausgeschieden | ausgeschieden | ausgeschieden | ausgeschieden | ausgeschieden | ausgeschieden | ausgeschieden | ausgeschieden | ausgeschieden | ausgeschieden | ausgeschieden | ausgeschieden |
| Harisa Mešetović                 | Einzel     | Kateřina Tomanovská  | 0:3          | ausgeschieden | ausgeschieden | ausgeschieden                         | ausgeschieden | ausgeschieden | ausgeschieden | ausgeschieden | ausgeschieden | ausgeschieden | ausgeschieden | ausgeschieden | ausgeschieden | ausgeschieden | ausgeschieden | ausgeschieden |
| Harisa Mešetović                 | Einzel     | Linda Zeqiri         | 3:2          | ausgeschieden | ausgeschieden | ausgeschieden                         | ausgeschieden | ausgeschieden | ausgeschieden | ausgeschieden | ausgeschieden | ausgeschieden | ausgeschieden | ausgeschieden | ausgeschieden | ausgeschieden | ausgeschieden | ausgeschieden |
| Harisa Mešetović                 | Einzel     | Filippa Bergand      | 0:3          | ausgeschieden | ausgeschieden | ausgeschieden                         | ausgeschieden | ausgeschieden | ausgeschieden | ausgeschieden | ausgeschieden | ausgeschieden | ausgeschieden | ausgeschieden | ausgeschieden | ausgeschieden | ausgeschieden | ausgeschieden |
| Džana Biogradlić Marija Gnjatić  | Doppel     | —                    | —            | —             | —             | Inês Matos / Matilde Pinto            | 0:3           | ausgeschieden | ausgeschieden | ausgeschieden | ausgeschieden | ausgeschieden | ausgeschieden | ausgeschieden | ausgeschieden | ausgeschieden | ausgeschieden | 33            |
| Harisa Mešetović Foteini Meletie | Doppel     | —                    | —            | —             | —             | Marija Jowkowa / Polina Trifonowa     | 0:3           | ausgeschieden | ausgeschieden | ausgeschieden | ausgeschieden | ausgeschieden | ausgeschieden | ausgeschieden | ausgeschieden | ausgeschieden | ausgeschieden | 33            |
| Mixed                            |            |                      |              |               |               |                                       |               |               |               |               |               |               |               |               |               |               |               |               |
| Edin Gutić Harisa Mešetović      | Doppel     | —                    | —            | —             | —             | Martin Buch Andersen / Inês Matos     | 1:3           | ausgeschieden | ausgeschieden | ausgeschieden | ausgeschieden | ausgeschieden | ausgeschieden | ausgeschieden | ausgeschieden | ausgeschieden | ausgeschieden | 49            |
| Federico Giardi Džana Biogradlić | Doppel     | —                    | —            | —             | —             | Teodor Aleksandrow / Polina Trifonowa | 0:3           | ausgeschieden | ausgeschieden | ausgeschieden | ausgeschieden | ausgeschieden | ausgeschieden | ausgeschieden | ausgeschieden | ausgeschieden | ausgeschieden | 49            |